# Malformation congénitale du corps vitré
 Mise en garde médicale
La malformation congénitale du corps vitré, opacité congénitale du corps vitré, hyperplasie du vitré primitif ou persistance du vitré primitif est une maladie congénitale rare de l'œil humain due à la persistance de la vascularisation fœtale du corps vitré, le plus souvent unilatérale et isolée.

## Épidémiologie
La prévalence est inconnue.